# Danh sách Thủ tướng Nhật Bản
Thủ tướng Nhật Bản là người đứng đầu cơ quan hành pháp và người đứng đầu của chính phủ Nhật Bản. Tính đến nay, đã có 65 cá nhân giữ chức Nội các Tổng lý Đại thần, và hiện đang là đời thứ 103 tính theo nhiệm kỳ của tất cả cá nhân. Dưới đây là danh sách các vị Nội các Tổng lý Đại thần từ năm 1885 đến nay (tính từ khi Itō Hirobumi nhậm chức vào năm 1885). Chức vụ hiện do Ishiba Shigeru nắm giữ. Các Thủ tướng đó theo Hiến pháp Minh Trị và sau đó là Hiến pháp 1947 có sự ủy thác của Thiên hoàng. "Các nhiệm vụ bầu cử" được hiển thị dành cho Chúng Nghị viện của Quốc hội và Hoàng gia không được bảo đảm về mặt hiến pháp để có bất kỳ ảnh hưởng nào đến việc bổ nhiệm Thủ tướng.

## Thái chính quan
Chức vụ Thái chính quan (太政大臣, Thái chính Đại thần) tương đương chức vụ Thủ tướng sau này. Đó là một chức vụ cũ đã bị xoá bỏ vào thế kỷ 18 phục hồi một thời gian ngắn trong thời Minh Trị.

### Thái chính quan
- 1871–1885 Sanjō Sanetomi (三条 実 美) (1837–1891)

Chức vụ Thái chính quan bị bãi bỏ vào ngày 22 tháng 12 năm 1885 với việc bổ nhiệm Itō Hirobumi vào chức vụ Thủ tướng mới.

## Lưu chú
- Đời đại diện cho số lượng Nội các (Thủ tướng). Nếu như chỉ có - và không có số thì người đó là Quyền Thủ tướng.
- Khoảng thời gian và số ngày thể hiện thời lượng phục vụ và số ngày phục vụ. Tuy nhiên, khi thời gian làm việc không liên tục, số ngày làm việc cho mỗi giai đoạn tiếp theo được liệt kê và tổng số ngày làm việc được liệt kê sau số ngày làm việc cuối cùng.
- Thủ tướng làm lãnh đạo đảng nào thì là đại diện của đảng ấy.
- Quyền Thủ tướng tạm thời, v.v. cũng được bao gồm bên dưới nếu trong khoảng thời gian đó Thủ tướng đương nhiệm thật sự không có mặt.
- Danh sách này dựa trên danh sách Thủ tướng do Văn phòng Thủ tướng công bố[1].

## Danh sách Thủ tướng
| Không đảng phái Đảng Lập hiến・Lập hiến Đồng chí hội Lập hiến Chính hữu hội Hiến chính hội Đảng Dân chủ Lập hiến Đại chánh Dựt tán hội Đảng Tiến bộ Nhật Bản Đảng Tự do Nhật Bản (1945-1948)・Đảng Tự do Dân chủ・Đảng Tự do (1950 - 1955) Đảng Dân chủ (1954-55) Đảng Dân chủ Tự do Đảng Xã hội Nhật Bản Nhật Bản Tân Đảng Đảng Tái sinh Đảng Dân chủ (1947 - 1950)・Đảng Dân chủ (1998 - 2016) |

| Đời                                                                                   | Cá nhân | Nội các Tổng lý Đại thần                                           | Nội các Tổng lý Đại thần                                                       | Nội các                                                                      | Nhiệm kỳ | Ghi nhận | Chú thích |
| ------------------------------------------------------------------------------------- | ------- | ------------------------------------------------------------------ | ------------------------------------------------------------------------------ | ---------------------------------------------------------------------------- | --- | --- | --------- |
| Thời kỳ Minh Trị (Thiên hoàng Minh Trị: ngày 13 tháng 2 năm 1867–30 tháng 7 năm 1912) |         |                                                                    |                                                                                |                                                                              | | |           |
| 1                                                                                     | 1       |                                                                    | Itō Hirobumi 伊藤 博文 いとう ひろぶみ (1841–1909)                             | Nội các Itō lần 1                                                            | 22 tháng 12 năm 1885 – 30 tháng 4 năm 1888 (861 ngày) | - Soạn thảo Hiến pháp của Đế quốc Nhật Bản - Từ chức Chủ tịch Hội đồng Cơ mật | -         |
| 2                                                                                     | 2       |                                                                    | Kuroda Kiyotaka 黑田 清隆 くろだ きよたか (1840–1900)                          | Nội các Kuroda                                                               | 30 tháng 4 năm 1888 – 25 tháng 10 năm 1889 (544 ngày) | - Biểu hiện của chủ nghĩa siêu việt - Từ chức do phản đối đàm phán sửa đổi hiệp ước | [ 5 ]     |
| -                                                                                     | -       |                                                                    | Sanjō Sanetomi 三條 實美 さんじょう さねとみ (1837–1891)                       | Nội các Sanjō tạm thời                                                       | 25 tháng 10 năm 1889 – 24 tháng 12 năm 1889 | - Chính quyền Phiên phiệt - Công gia - Quyền Thủ tướng (Nội Đại thần) | [ 8 ]     |
| 3                                                                                     | 3       |                                                                    | Yamagata Aritomo 山縣 有朋 やまがた ありと(1838–1922)                          | Nội các Yamagata lần 1                                                       | 24 tháng 12 năm 1889 – 6 tháng 5 năm 1891 (499 ngày) | - Ban hành Hồi lệnh Hoàng gia về Giáo dục - Đã từ chức sau khi kết thúc khóa 1, Quốc hội Đế quốc Nhật Bản | [ 9 ]     |
| 4                                                                                     | 3       |                                                                    | Matsukata Masayoshi 松方 正義 まつかた まさよし (1835–1924)                    | Nội các Matsukata 1                                                          | 6 tháng 5 năm 1891 – 8 tháng 8 năm 1892 (461 ngày) | - Cuộc tổng tuyển cử bị giải tán vì sự cố ngôn luận man rợ của Bộ trưởng Hải quân Kabayama Sukenori, nhưng đã từ chức vì bị điều tra can thiệp bầu cử | [ 10 ]    |
| 5                                                                                     | (1)     |                                                                    | Itō Hirobumi 伊藤 博文 いとう ひろぶみ (1841–1909)                             | Nội các Itō lần 2                                                            | 8 tháng 8 năm 1892 – 31 tháng 8 năm 1896 (1.485 ngày) | - Hiệp ước Thương mại và Hàng hải Anh-Nhật - Chiến tranh Trung-Nhật và Hiệp ước Shimonoseki - Nhượng Đài Loan - Hợp tác với Đảng Tự do cũng từ chức do bất đồng trong Nội các | [ 3 ]     |
| -                                                                                     | -       |                                                                    | Kuroda Kiyotaka 黑田 清隆 くろだ きよたか (1840–1900)                          | (Nội các Itō lần 2)                                                          | 31 tháng 8 năm 1896 – 18 tháng 9 năm 1896 | - Bổ nhiệm tạm thời làm Thủ tướng (Chủ tịch Hội đồng Cơ mật) sau khi Itō từ chức Thủ tướng |           |
| 6                                                                                     | (4)     |                                                                    | Matsukata Masayoshi 松方 正義 まつかた まさよし (1835–1924)                    | Nội các Matsukata 2                                                          | 18 tháng 9 năm 1896 – 12 tháng 1 năm 1898 (482 ngày) (Tổng cộng 943 ngày) | - Luật tiền tệ - Pháp luật liên quan đến xúc tiến thương mại - Hợp tác với Đảng Cấp tiến, từ chức vì mâu thuẫn tăng thuế đất | [ 10 ]    |
| 7                                                                                     | (1)     |                                                                    | Itō Hirobumi 伊藤 博文 いとう ひろぶみ (1841–1909)                             | Nội các Itō lần 3                                                            | 12 tháng 1 năm 1898 – 30 tháng 6 năm 1898 (170 ngày) | - Từ chức vì thất bại trong việc thành lập đảng chính phủ | [ 3 ]     |
| 8                                                                                     | 5       |                                                                    | Ōkuma Shigenobu 大隈 重信 おおくま しげのぶ (1838–1922)                        | Nội các Ōkuma lần 1                                                          | 30 tháng 6 năm 1898 – 8 tháng 11 năm 1898 (132 ngày) | - Chủ tịch Đảng Lập hiến - Nội các đầu tiên thành lập từ một đảng - Từ chức do chia rẽ giữa Đảng Lập hiến và Đảng Lập hiến | [ 15 ]    |
| 9                                                                                     | (3)     |                                                                    | Yamagata Aritomo 山縣 有朋 やまがた ありとも (1838–1922)                       | Nội các Yamagata lần 2                                                       | 8 tháng 11 năm 1898 – 19 tháng 10 năm 1900 (711 ngày) (Tổng cộng 1.210 ngày) | - Gửi quân đến nhà Thanh do Phong trào Nghĩa Hòa đoàn - Tư cách bỏ phiếu bị hạ thấp do sửa đổi Luật Bầu cử Chúng Nghị viện - Từ chức sau khi kết thúc kỳ Quốc hội Đế quốc lần thứ 14 | [ 9 ]     |
| 10                                                                                    | (1)     |                                                                    | Itō Hirobumi 伊藤 博文 いとう ひろぶみ (1841–1909)                             | Nội các Itō lần 4                                                            | 19 tháng 10 năm 1900 – 10 tháng 5 năm 1901 (204 ngày) (Tổng cộng 2.720 ngày) | - Chủ tịch Lập hiến Chính hữu hội - Từ chức do bất đồng trong Nội các về vấn đề ngân sách | [ 3 ]     |
| -                                                                                     | -       |                                                                    | Saionji Kinmochi 西園寺 公望 さいおんじ きんもち (1849–1940)                   | (Nội các Itō lần 4)                                                          | 10 tháng 5 năm 1901 – 2 tháng 6 năm 1901 | - Kiêm nhiệm tạm thời làm Thủ tướng (Chủ tịch Hội đồng Cơ mật) sau khi Itō từ chức Thủ tướng |           |
| 11                                                                                    | 6       |                                                                    | Katsura Tarō 桂 太郎 かつら たろう (1848–1913)                                 | Nội các Katsura lần 1                                                        | 2 tháng 6 năm 1901 – 7 tháng 1 năm 1906 (1.681 ngày) | - Liên minh Anh-Nhật - Chiến tranh Nga-Nhật và Hiệp ước Portsmouth - Thỏa thuận Katsura-Taft - Từ chức do những xáo trộn như sự cố phóng hỏa Hibiya | -         |
| 12                                                                                    | 7       |                                                                    | Saionji Kinmochi 西園寺 公望 さいおんじ きんもち (1849–1940)                   | Nội các Saionji lần 1                                                        | 7 tháng 1 năm 1906 – 14 tháng 7 năm 1908 (920 ngày) | - Chủ tịch Lâp hiến Chính hữu hội - Hiệp định Nhật Bản-Hàn Quốc từ 1 đến 3 - Từ chức do đối đầu với Nguyên lão về các vấn đề tài chính | [ 19 ]    |
| 13                                                                                    | (6)     |                                                                    | Katsura Tarō 桂 太郎 かつら たろう (1848–1913)                                 | Nội các Katsura lần 2                                                        | 14 tháng 7 năm 1908 – 30 tháng 8 năm 1911 (1.143 ngày) | - Sức lệnh Mậu Thân và phong trào cải thiện địa phương - Sáp nhập Triều Tiên (Nhật Bản chiếm đóng Triều Tiên) - Thành lập Tổ chức phúc lợi xã hội Saiseikai Imperial Gift Foundation, Inc. - Đạo luật Nhà máy được ban hành - Từ chức vì bất hòa trong Nội các do tình cảm của công chúng giảm sút | [ 17 ]    |
| 14                                                                                    | (7)     |                                                                    | Saionji Kinmochi 西園寺 公望 さいおんじ きんもち (1849–1940)                   | Nội các Saionji lần 2                                                        | 30 tháng 8 năm 1911 – 21 tháng 12 năm 1912 (480 ngày) (Tổng cộng 1.400 ngày) | - Chủ tịch Lập hiến Chính hữu hội tổ chức lại hành chính và tài chính - Nghi thức Quốc tang Thiên hoàng Minh Trị - Từ chức do đối đầu với Quân đội về kế hoạch tăng số lượng sư đoàn lên hai. | [ 19 ]    |
| Thời kỳ Đại Chính (Thiên hoàng Đại Chính: 30 tháng 7 năm 1912–25 tháng 12 năm 1926)   |         |                                                                    |                                                                                |                                                                              | | |           |
| 15                                                                                    | (6)     |                                                                    | Katsura Tarō 桂 太郎 かつら たろう (1848–1913)                                 | Nội các Katsura lần 3                                                        | 21 tháng 12 năm 1912 – 20 tháng 2 năm 1913 (62 ngày) (Tổng cộng 2.886 ngày) | - Lập hiến Đồng chí hội được thành lập - Từ chức vì phong trào bảo vệ chính phủ hợp hiến | [ 17 ]    |
| 16                                                                                    | 6       |                                                                    | Yamamoto Gonnohyōe 山本 權兵衞 やまもとごんべえ (1852–1933)                    | Nội các Yamamoto lần 1                                                       | 20 tháng 2 năm 1913 – 16 tháng 4 năm 1914 (421 ngày) | - Lập hiến Chính hữu và Nội các căn chỉnh - Từ chức vì bê bối Siemens | [ 21 ]    |
| 17                                                                                    | (5)     |                                                                    | Ōkuma Shigenobu 大隈 重信 おおくま しげのぶ (1838–1922)                        | Nội các Ōkuma lần 2                                                          | 16 tháng 4 năm 1914 – 9 tháng 10 năm 1916 (908 ngày) (Tổng cộng 1.040 ngày) | - Chủ tịch Lập hiến Đồng chí hội - Nhật Bản tham gia vào Thế chiến thứ nhất - 21 yêu sách của Trung Quốc - Lễ đăng quang của Thiên hoàng thứ 123 - Từ chức do phong trào lật đổ nội các, trong đó có cuộc họp lãnh đạo 3 đảng. | [ 15 ]    |
| 18                                                                                    | 9       |                                                                    | Terauchi Masatake 寺內 正毅 てらうち まさたけ (1852–1919)                      | Nội các Terauchi                                                             | 9 tháng 10 năm 1916 – 29 tháng 9 năm 1918 (721 ngày) | - Can thiệp vào Siberia - Hiệp định Phòng thủ chung Nhật -Trung - Từ chức vì Bạo loạn lúa gạo | [ 23 ]    |
| 19                                                                                    | 10      |                                                                    | Hara Takashi 原 敬 はら たかし (1856–1921)                                     | Nội các Hara                                                                 | 29 tháng 9 năm 1918 – 4 tháng 11 năm 1921 (1.133 ngày) | - Chủ tịch Lập hiến Chính hữu hội - Sửa đổi Luật Bầu cử Chúng Nghị viện, mở rộng quyền bầu cử phổ thông - Bị ám sát khi đang tại chức | [ 24 ]    |
| -                                                                                     | -       |                                                                    | Uchida Kōsai 内田 康哉 うちだ こうさい / やすや、 (1865 – 1936)                | (Nội các Hara)                                                               | 4 tháng 11 năm 1921 – 13 tháng 11 năm 1921 | - Kiêm nhiệm tạm thời sau cái chết của Hara (Bộ trưởng Ngoại giao) |           |
| 20                                                                                    | 11      |                                                                    | Takahashi Korekiyo 高橋 是清 たかはし これきよ (1854–1936)                     | Nội các Takahashi                                                            | 13 tháng 11 năm 1921 – 12 tháng 6 năm 1922 (212 ngày) | - Chủ tịch Lập hiến Chính hữu hôi - Từ chức vì bất đồng trong Nội các | [ 25 ]    |
| 21                                                                                    | 12      |                                                                    | Katō Tomosaburō 加藤 友三郎 かとう ともさぶろう (1861–1923)                    | Nội các Katō Tomosaburō                                                      | 12 tháng 6 năm 1922 – 24 tháng 8 năm 1923 (439 ngày) | - Lập hiến Chính hữu hội cung cấp sự hợp tác ngoài Nội các - Rút quân khỏi Siberia - Giải trừ quân bị Yamanashi - Mất vì bệnh khi đang tại chức | [ 26 ]    |
| -                                                                                     | -       |                                                                    | Uchida Kōsai 内田 康哉 うちだ こうさい / やすや、 (1865 – 1936)                | (Nội các Katō Tomosaburō)                                                    | 24 tháng 8 năm 1923 – 2 tháng 9 năm 1923 | - Kiêm nhiệm tạm thời sau cái chết của Katō (Bộ trưởng Ngoại giao) |           |
| 22                                                                                    | (8)     |                                                                    | Yamamoto Gonnohyōe 山本 權兵衞 やまもとごんべえ (1852–1933)                    | Nội các Yamamoto lần 2                                                       | 2 tháng 9 năm 1923 – 7 tháng 1 năm 1924 (128 ngày) (Tổng cộng 549 ngày) | - Các biện pháp tái thiết sau Đại thảm họa động đất Kantō - Từ bỏ trách nhiệm về sự cố Toranomon | [ 21 ]    |
| 23                                                                                    | 13      |                                                                    | Kiyoura Keigo 清浦 奎吾 きようら けいご (1850–1942)                            | Nội các Kiyoura                                                              | 7 tháng 1 năm 1924 – 11 tháng 6 năm 1924 (157 ngày) | - Nội các tập trung vào các thành viên của Quý tộc viện - Tổng tuyển cử trong phong trào bảo vệ hiến pháp lần thứ hai. Đã nghỉ hưu sau khi bị đánh bại bởi Hộ Hiến tam phái | [ 28 ]    |
| 24                                                                                    | 14      |                                                                    | Katō Takaaki 加藤 高明 かとう たかあき (1860–1926)                             | Nội các Katō Takaaki                                                         | 11 tháng 6 năm 1924 – 28 tháng 1 năm 1926 (597 ngày) | - Chủ tịch Hiến chính hội. Nội các liên minh bởi Hộ Hiến tam phái - Thành lập chính phủ hợp hiến - Quyền bầu cử phổ thông cho nam giới từ 25 tuổi trở lên được ban hành - Luật gìn giữ hòa bình được ban hành - Mất vì bệnh khi đang tại chức | [ 30 ]    |
| -                                                                                     | -       |                                                                    | Wakatsuki Reijirō 若槻 禮次郎 わかつき れいじろう (1866–1949)                  | (Nội các Katō Takaaki)                                                       | 28 tháng 1 năm 1926 đến 30 tháng 1 năm 1926 | - Kiêm nhiệm tạm thời sau cái chết của Katō (Bộ trưởng Ngoại giao) |           |
| 25                                                                                    | 15      | Nội các Wakatsuki lần 1                                            | Wakatsuki Reijirō 若槻 禮次郎 わかつき れいじろう (1866–1949)                  | 30 tháng 1 năm 1926 – 20 tháng 4 năm 1927 （446 ngày）                       | - Chủ tịch Hiến chính hội - Ngoại giao hợp tác như Ngoại giao Shidehara - Nghi thức Quốc tang Thiên hoàng Đại Chính - Từ chức sau khi Xu mật viện bác bỏ dự thảo sắc lệnh khẩn cấp cứu trợ Ngân hàng Đài Loan. | [ 31 ] |           |
| Thời kỳ Chiêu Hòa (Thiên hoàng Chiêu Hòa: 25 tháng 12 năm 1926-7 tháng 1 năm 1989)    |         |                                                                    |                                                                                |                                                                              | | |           |
| 26                                                                                    | 16      |                                                                    | Tanaka Giichi 田中 義一 たなか ぎいち (1864–1929)                              | Nội các Tanaka Giichi                                                        | 20 tháng 4 năm 1927 – 2 tháng 7 năm 1929 (805 ngày) | - Chủ tịch Lập hiến Chính hữu hội - Chuyến xuất quân đến Sơn Đông lần 1 ~ 2 - Lễ đăng quang của Thiên hoàng thứ 124 - Từ chức sau khi bị Thiên hoàng Chiêu Hòa khiển trách về vụ sát hại Trương Tác Lâm | [ 32 ]    |
| 27                                                                                    | 17      |                                                                    | Hamaguchi Osachi 濱口 雄幸 はまぐち おさち (1870–1931)                         | Nội các Hamaguchi                                                            | 2 tháng 7 năm 1929 – 14 tháng 4 năm 1931 (652 ngày) | - Chủ tịch Đảng Dân chủ Lập hiến - Hiệp ước Hải quân Luân Đôn được ký kết - Chết khi đang tại chức - Shidehara Kijūrō, Bộ trưởng Ngoại giao, được bổ nhiệm làm Thủ tướng tạm thời do không đủ sức khỏe. - Từ chức vì các triệu chứng trầm trọng hơn từ vụ nổ súng | [ 35 ]    |
| 28                                                                                    | (15)    |                                                                    | Wakatsuki Reijirō 若槻 禮次郎 わかつき れいじろう (1866–1949)                  | Nội các Wakatsuki lần 2                                                      | 14 tháng 4 năm 1931 – 13 tháng 12 năm 1931 (244 ngày) (Tổng cộng 690 ngày) | - Chủ tịch Đảng Dân chủ Lập hiến - Từ chức vì ngày càng có nhiều lời kêu gọi thành lập nội các đoàn kết dân tộc | [ 31 ]    |
| 29                                                                                    | 18      |                                                                    | Inukai Tsuyoshi 犬養 毅 いぬかい つよし (1855–1932)                            | Nội các Inukai                                                               | 13 tháng 12 năm 1931 – 15 tháng 5 năm 1932 (156 ngày) | - Chủ tịch Lập hiến Chính hữu hội - Bỏ hệ thống bản vị vàng và chuyển sang hệ thống tiền tệ được quản lý - Bị ám sát khi đang tại chức | [ 36 ]    |
| -                                                                                     | -       |                                                                    | Takahashi Korekiyo 高橋 是清 たかはし これきよ (1854–1936)                     | (Nội các Inukai)                                                             | 15 tháng 5 năm 1932 – 26 tháng 5 năm 1932 | - Kiêm nhiệm tạm thời sau cái chết của Inukai (Bộ trưởng Tài chính) |           |
| 30                                                                                    | 19      |                                                                    | Saitō Makoto 齋藤 實 さいとう まこと (1858–1936)                               | Nội các Saitō                                                                | 26 tháng 5 năm 1932 – 8 tháng 7 năm 1934 (774 ngày) | - Nội các đoàn kết dân tộc - Công nhận Mãn Châu Quốc theo Nghị định thư Nhật Bản-Mãn Châu Quốc - Rút khỏi Hội Quốc Liên - Từ chức để chịu trách nhiệm về sự cố Teijin | [ 37 ]    |
| 31                                                                                    | 20      |                                                                    | Okada Keisuke 岡田 啓介 おかだ けいすけ (1868–1952)                            | Nội các Okada                                                                | 8 tháng 7 năm 1934 – 9 tháng 3 năm 1936 (611 ngày) | - Nội các đoàn kết dân tộc (sau này Lập hiến Chính hữu hội ly khai) - Thủ tướng đầu tiên được đề nghị bởi hội đồng chư hầu cấp cao - Từ chức do Sự cố ngày 26 tháng 2 - Gotō Fumio, Bộ trưởng Nội vụ, đóng vai trò là Thủ tướng tạm thời do hoàn cảnh không xác định. | [ 38 ]    |
| 32                                                                                    | 21      |                                                                    | Hirota Kōki 廣田 弘毅 ひろた こうき (1878–1948)                                | Nội các Hirota                                                               | 9 tháng 3 năm 1936 – 2 tháng 2 năm 1937 (331 ngày) | - Nội các đoàn kết dân tộc - Hiệp ước chống Quốc tế cộng sản Nhật-Đức-Ý - Từ chức do đối đầu giữa quân đội và đảng chính trị về harakiri | [ 39 ]    |
| 33                                                                                    | 22      |                                                                    | Hayashi Senjūrō 林 銑十郎 はやし せんじゅうろう (1876–1943)                    | Nội các Hayashi                                                              | 2 tháng 2 năm 1937 – 4 tháng 6 năm 1937 （123 ngày） | - Thành lập một chính phủ chỉ với sự hỗ trợ của quân đội mà không có sự hỗ trợ của Lâph iến Chính hữu hội hoặc Đảng Dân chủ Lập hiến, và không có cơ sở lập pháp. - Từ chức sau khi bị một chính đảng đánh bại trong cuộc tổng tuyển cử "ăn xôi bỏ chạy'' | [ 40 ]    |
| 34                                                                                    | 23      |                                                                    | Konoe Fumimaro 近衞 文麿 このえ ふみまろ (1891–1945)                           | Nội các Konoe lần 1                                                          | 4 tháng 6 năm 1937 – 5 tháng 1 năm 1939 (581 ngày) | - Nội các đoàn kết dân tộc - Sau Sự kiện Lư Câu Kiều, việc tuyên bố chính sách không mở rộng cũng được theo sau bởi Chiến tranh Trung-Nhật (Sự cố Trung Quốc). - Xây dựng hệ thống chiến tranh tổng lực quốc gia như Luật động viên quốc gia - Từ chức do đối đầu với quân đội liên quan đến việc kết thúc liên minh quân sự Nhật-Đức. | [ 41 ]    |
| 35                                                                                    | 24      |                                                                    | Hiranuma Kiichirō 平沼 騏一郎 ひらぬま きいちろう (1867–1952)                  | Nội các Hiranuma                                                             | 5 tháng 1 năm 1939 – 30 tháng 8 năm 1939 （238 ngày） | - Nội các đoàn kết dân tộc - Hoa Kỳ từ bỏ Hiệp ước Hàng hải và Thương mại Nhật-Mỹ. - Để đáp lại Hiệp ước không xâm lược Đức-Xô, ông từ chức, nói rằng tình hình ở châu Âu rất phức tạp và kỳ lạ. | [ 42 ]    |
| 36                                                                                    | 25      |                                                                    | Abe Nobuyuki 阿部 信行 あべ のぶゆき (1875–1953)                               | Nội các Abe Nobuyuki                                                         | 30 tháng 8 năm 1939 – 16 tháng 1 năm 1940 (140 ngày) | - Mặc dù là nội các đoàn kết dân tộc nhưng số lượng bộ trưởng từ các đảng chính trị ít và quan hệ với các đảng chính trị yếu, lấy quân đội làm trung tâm hỗ trợ. - Từ chức sau khi bị chỉ trích tăng giá gạo | [ 43 ]    |
| 37                                                                                    | 26      |                                                                    | Yonai Mitsumasa 米内 光政 よない みつまさ (1880–1948)                          | Nội các Yonai                                                                | 16 tháng 1 năm 1940 – 22 tháng 7 năm 1940 (189 ngày) | - Nội các đoàn kết dân tộc - Từ chức do đối đầu với quân đội về Liên minh Nhật-Đức và Phong trào trật tự mới Konoe | [ 44 ]    |
| 38                                                                                    | (23)    |                                                                    | Konoe Fumimaro 近衞 文麿 このえ ふみまろ (1891–1945)                           | Nội các Konoe lần 2                                                          | 22 tháng 7 năm 1940 – 18 tháng 7 năm 1941 (362 ngày) | - Chủ tịch Đại Chánh Dực Tán Hội (Nội các đoàn kết dân tộc) - Phong trào chế độ mới - Hiệp ước ba bên Đức-Nhật-Ý - Hiệp ước trung lập Xô-Nhật - Nội các Konoe lần 2 từ chức hàng loạt do Bộ trưởng Ngoại giao Matsuoka Yosuke bị sa thải. - Nội các Konoe lần 3 từ chức do mất đoàn kết trong Nội các về lời kêu gọi chấm dứt đàm phán Nhật-Mỹ. | [ 41 ]    |
| 39                                                                                    | (23)    | Nội các Konoe lần 3                                                | Konoe Fumimaro 近衞 文麿 このえ ふみまろ (1891–1945)                           | 18 tháng 7 năm 1941 - 18 tháng 10 năm 1941 (93 ngày) (Tổng cộng 1.035 ngày)  | | - Chủ tịch Đại Chánh Dực Tán Hội (Nội các đoàn kết dân tộc) - Phong trào chế độ mới - Hiệp ước ba bên Đức-Nhật-Ý - Hiệp ước trung lập Xô-Nhật - Nội các Konoe lần 2 từ chức hàng loạt do Bộ trưởng Ngoại giao Matsuoka Yosuke bị sa thải. - Nội các Konoe lần 3 từ chức do mất đoàn kết trong Nội các về lời kêu gọi chấm dứt đàm phán Nhật-Mỹ. | [ 41 ]    |
| 40                                                                                    | 27      |                                                                    | Tōjō Hideki 東條 英機 とうじょう ひでき (1884–1948)                            | Nội các Tōjō                                                                 | 18 tháng 10 năm 1941 – 22 tháng 7 năm 1944 (1.009 ngày) | - Chủ tịch Đại Chánh Dực Tán Hội (Nội các đoàn kết dân tộc) - Thành lập nội các như một người lính tại ngũ - Chiến tranh Thái Bình Dương (Chiến tranh Đại Đông Á) - Tổ chức bởi Hội nghị Đại Đông Á - Từ chức do sự sụp đổ của Saipan | [ 46 ]    |
| 41                                                                                    | 28      |                                                                    | Koiso Kuniaki 小磯 國昭 こいそ くにあき (1880–1950)                            | Nội các Koiso                                                                | 22 tháng 7 năm 1944 – 7 tháng 4 năm 1945 (260 ngày) | - Chủ tịch Đại Chánh Dực Tán Hội (Nội các đoàn kết dân tộc) - Từ chức vì bất đồng trong Nội các về tiến trình hòa bình của Trung Quốc | [ 47 ]    |
| 42                                                                                    | 29      |                                                                    | Suzuki Kantarō 鈴木 貫太郎 すずき かんたろう (1868–1948)                       | Nội các Suzuki Kantarō                                                       | 7 tháng 4 năm 1945 – 17 tháng 8 năm 1945 (133 ngày) | - Chủ tịch Đại Chánh Dực Tán Hội (Nội các đoàn kết dân tộc) - Thất bại trong đàm phán hòa bình thông qua Liên Xô - Chấp nhận Tuyên bố Potsdam, thất bại trong Thế chiến II (Nhật Bản đầu hàng) | [ 48 ]    |
| 43                                                                                    | 30      |                                                                    | Higashikuni Naruhiko 東久邇宮 稔彦王 ひがしくにのみや なるひこおう (1887–1990) | Nội các Hirashikuni                                                          | 17 tháng 8 năm 1945 – 9 tháng 10 năm 1945 (54 ngày) | - Nội các hoàng gia đầu tiên - Mất chủ quyền (do Lực lượng Đồng minh chiếm đóng) - Lực lượng chiếm đóng đóng quân, văn bản đầu hàng được ký kết, giải thể Quân đội và Hải quân Đế quốc - Từ chức sau khi từ chối chỉ thị của GHQ | [ 49 ]    |
| 44                                                                                    | 31      |                                                                    | Shidehara Kijūrō 幣原 喜重郎 しではら きじゅうろう (1872–1951)                 | Nội các Shindehara                                                           | 9 tháng 10 năm 1945 – 22 tháng 5 năm 1946 (226 ngày) | - Chủ tịch Đảng Cấp tiến Nhật Bản - Mất chủ quyền (do Lực lượng Đồng minh chiếm đóng) - Từ chức dưới áp lực của bốn đảng gồm Đảng Tự do Nhật Bản, Đảng Xã hội Nhật Bản, Đảng Hợp tác Nhật Bản và Đảng Cộng sản Nhật Bản | [ 50 ]    |
| 45                                                                                    | 32      |                                                                    | Yoshida Shigeru 吉田 茂 よしだ しげる (1878–1967)                              | Nội các Yoshida lần 1                                                        | 22 tháng 5 năm 1946 – 24 tháng 5 năm 1947 (368 ngày) | - Chủ tịch Đảng Tự do Nhật Bản - Mất chủ quyền (do Lực lượng Đồng minh chiếm đóng) - Chấm dứt bồi thường thời chiến - Sửa đổi Hiến pháp Đế quốc Nhật Bản và các luật kèm theo, ban hành Hiến pháp Nhật Bản - Cải cách ruộng đất lần thứ hai - "Giải tán Hiến pháp mới" - Từ chức vì thất bại trong cuộc tổng tuyển cử | [ 51 ]    |
| 46                                                                                    | 33      |                                                                    | Katayama Tetsu 片山 哲 かたやま てつ (1887–1978)                               | Nội các Katayama                                                             | 24 tháng 5 năm 1947 – 10 tháng 3 năm 1948 (292 ngày) | - Chủ tịch Đảng Xã hội Nhật Bản - Liên minh Đảng Xã hội Nhật Bản, Đảng Dân chủ Nhật Bản và Đảng Hợp tác Quốc gia - Mất chủ quyền (do Lực lượng Đồng minh chiếm đóng) - Giải thể Bộ Nội vụ - Cải cách hệ thống cảnh sát - Bộ Lao động thành lập - Từ chức sau khi cánh tả của Đảng Xã hội trở thành phe đối lập trong nội bộ Đảng (Đảng Xã hội cánh tả). | [ 52 ]    |
| 47                                                                                    | 34      |                                                                    | Ashida Hitoshi 芦田 均 あしだ ひとし (1887–1959)                               | Nội các Ashida                                                               | 10 tháng 3 năm 1948 – 15 tháng 10 năm 1948 (220 ngày) | - Chủ tịch Đảng Dân chủ - Liên minh Đảng Dân chủ, Đảng Xã hội Nhật Bản, Đảng Hợp tác Quốc gia - Mất chủ quyền (do Lực lượng Đồng minh chiếm đóng) - Sắc lệnh an ninh công cộng - Lệnh Nội các số 201 - Từ chức vì vụ bê bối Shōden | -         |
| 48                                                                                    | (32)    |                                                                    | Yoshida Shigeru 吉田 茂 よしだ しげる (1878–1967)                              | Nội các Yoshida lần 2                                                        | 15 tháng 10 năm 1948 – 16 tháng 2 năm 1949 (125 ngày) | - Chủ tịch Đảng Tự do Dân chủ - Mất chủ quyền (do Lực lượng Đồng minh chiếm đóng) - Sửa đổi Luật Công vụ Quốc gia - "Giải tán quen thuộc" | [ 51 ]    |
| 49                                                                                    | (32)    | Nội các Yoshida lần 3 - Cải tổ lần 1 - Cải tổ lần 2 - Cải tổ lần 3 | Yoshida Shigeru 吉田 茂 よしだ しげる (1878–1967)                              | 16 tháng 2 năm 1949 - 30 tháng 10 năm 1952 (1.353 ngày)                      | - Chủ tịch Đảng Tự do Dân chủ → Chủ tịch Đảng Tự do - Liên minh Đảng Tự do Dân chủ và Đảng Dân chủ → Đảng Tự do - Tang lễ Hoàng hậu Teimei - Mất chủ quyền (do Lực lượng Đồng minh chiếm đóng) → Hiệp ước Hòa bình San Francisco có hiệu lực; chủ quyền được khôi phục vào ngày 28 tháng 4 năm 1952 - Đảo ngược khóa học, thanh trừng màu đỏ - Thành lập Lực lượng Dự bị Cảnh sát Quốc gia, trên thực tế là tái vũ trang - Hiệp ước An ninh Nhật-Mỹ cũ - "Giải tán bất ngờ" | | [ 51 ]    |
| 50                                                                                    | (32)    | Nội các Yoshida lần 4                                              | Yoshida Shigeru 吉田 茂 よしだ しげる (1878–1967)                              | 30 tháng 10 năm 1952 - 21 tháng 5 năm 1953 (204 ngày)                        | - Chủ tịch Đảng Tự do - "Giải tán Bakayaro" | | [ 51 ]    |
| 51                                                                                    | (32)    | Nội các Yoshida lần 5                                              | Yoshida Shigeru 吉田 茂 よしだ しげる (1878–1967)                              | 21 tháng 5 năm 1953 – 10 tháng 12 năm 1954 (569 ngày) (Tổng cộng 2.616 ngày) | - Chủ tịch Đảng Tự do - luật lương hưu quân đội - Sửa đổi Đạo luật chống độc quyền - Luật kiểm soát đình công - Hai phương pháp giáo dục - Sửa đổi Luật Cảnh sát - Hiệp định MSA - Cảnh sát Dự bị Quốc gia → Lực lượng An toàn Quốc gia → Lực lượng Phòng vệ (Cơ quan Phòng vệ) - Từ chức vì bê bối đóng tàu | | [ 51 ]    |
| 52                                                                                    | 35      |                                                                    | Hatoyama Ichirō 鳩山 一郎 はとやま いちろう (1883–1959)                        | Nội các Hatoyama Ichiō lần 1                                                 | 10 tháng 12 năm 1954 – 19 tháng 3 năm 1955 (100 ngày) | - Chủ tịch Đảng Dân chủ Nhật Bản - "Giải tán Tiếng nói của trời" | [ 56 ]    |
| 53                                                                                    | 35      | Nội các Hatoyama Ichiō lần 2                                       | Hatoyama Ichirō 鳩山 一郎 はとやま いちろう (1883–1959)                        | 19 tháng 3 năm 1955 - 22 tháng 11 năm 1956 (249 ngày)                        | - Chủ tịch Đảng Dân chủ Nhật Bản → Thành viên Quyền Chủ tịch Đảng Dân chủ Tự do - Từ chức sau khi thành lập Đảng Dân chủ Tự do | | [ 56 ]    |
| 54                                                                                    | 35      | Nội các Hatoyama Ichiō lần 3                                       | Hatoyama Ichirō 鳩山 一郎 はとやま いちろう (1883–1959)                        | 22 tháng 11 năm 1956 – 23 tháng 12 năm 1956 (398 ngày) (Tổng cộng 745 ngày)  | - Quyền thành viên Chủ tịch Đảng Dân chủ Tự do → Chủ tịch Đảng Dân chủ Tự do - Khôi phục quan hệ ngoại giao giữa Nhật Bản và Liên Xô và gia nhập Liên hợp quốc - Từ chức cho Hanamichi để khôi phục quan hệ ngoại giao nói trên | | [ 56 ]    |
| 55                                                                                    | 36      |                                                                    | Ishibashi Tanzan 石橋 湛山 いしばし たんざん (1884–1973)                       | Nội các Ishibashi                                                            | 23 tháng 12 năm 1956 – 31 tháng 1 năm 1957 (65 ngày) | - Chủ tịch Đảng Dân chủ Tự do - Từ chức vì nhồi máu não khi đang tại chức - Kishi Nobusuke, Bộ trưởng Ngoại giao tạm thời làm Thủ tướng do không đủ khả năng thực hiện nhiệm vụ. | [ 57 ]    |
| 56                                                                                    | 37      |                                                                    | Kishi Nobusuke 岸 信介 きし のぶすけ (1896–1987)                               | Nội các Kishi lần 1 - Cải tổ                                                 | 31 tháng 1 năm 1957 – 12 tháng 6 năm 1958 (473 ngày) | - Chủ tịch Đảng Dân chủ Tự do - Sửa đổi Hiệp ước An ninh Nhật-Mỹ - "Giải tán cuộc thảo luận" - Từ chức khi Tổng thống Eisenhower hủy bỏ chuyến thăm Nhật Bản do các cuộc biểu tình của Hiệp ước An ninh Nhật-Mỹ. | [ 58 ]    |
| 57                                                                                    | 37      | Nội các Kishi lần 2 - Cải tổ                                       | Kishi Nobusuke 岸 信介 きし のぶすけ (1896–1987)                               | 12 tháng 6 năm 1958 – 19 tháng 7 năm 1960 (769 ngày) (Tổng cộng 1.241 ngày)  | | - Chủ tịch Đảng Dân chủ Tự do - Sửa đổi Hiệp ước An ninh Nhật-Mỹ - "Giải tán cuộc thảo luận" - Từ chức khi Tổng thống Eisenhower hủy bỏ chuyến thăm Nhật Bản do các cuộc biểu tình của Hiệp ước An ninh Nhật-Mỹ. | [ 58 ]    |
| 58                                                                                    | 38      |                                                                    | Ikeda Hayato 池田 勇人 いけだ はやと (1899–1965)                               | Nội các Ikeda lần 1                                                          | 19 tháng 7 năm 1960 – 12 tháng 8 năm 1960 (143 ngày) | - Chủ tịch Đảng Dân chủ Tự do - Công bố kế hoạch tăng gấp đôi thu nhập - "Giải tán an ninh" - "Giải tán tăng gấp đôi thu nhập" - Thôi việc vì bệnh | [ 59 ]    |
| 59                                                                                    | 38      | Nội các Ikeda lần 2 - Cải tổ lần 1 - Cải tổ lần 2 - Cải tổ lần 3   | Ikeda Hayato 池田 勇人 いけだ はやと (1899–1965)                               | 12 tháng 8 năm 1960 - 9 tháng 12 năm 1963 (1.097 ngày)                       | | - Chủ tịch Đảng Dân chủ Tự do - Công bố kế hoạch tăng gấp đôi thu nhập - "Giải tán an ninh" - "Giải tán tăng gấp đôi thu nhập" - Thôi việc vì bệnh | [ 59 ]    |
| 60                                                                                    | 38      | Nội các Ikeda lần 3 - Cải tổ                                       | Ikeda Hayato 池田 勇人 いけだ はやと (1899–1965)                               | 9 tháng 12 năm 1963 – 9 tháng 11 năm 1964 (337 ngày) (Tổng cộng 1.575 ngày)  | | - Chủ tịch Đảng Dân chủ Tự do - Công bố kế hoạch tăng gấp đôi thu nhập - "Giải tán an ninh" - "Giải tán tăng gấp đôi thu nhập" - Thôi việc vì bệnh | [ 59 ]    |
| 61                                                                                    | 39      |                                                                    | Satō Eisaku 佐藤 榮作 さとう えいさく (1901–1975)                              | Nội các Satō lần 1 - Cải tổ lần 1 - Cải tổ lần 2 - Cải tổ lần 3              | 9 tháng 11 năm 1964 – 17 tháng 2 năm 1967 (831 ngày) | - Chủ tịch Đảng Dân chủ Tự do - Ban hành Luật Cơ bản về Kiểm soát Ô nhiễm và thành lập Cục Môi trường - Hiệp ước cơ bản Nhật-Hàn - Thu hồi quần đảo Ogasawara và Okinawa từ Hoa Kỳ - "Giải tán sương mù đen" - "Giải tán Okinawa" - Từ chức cho Hanamichi vì sự đảo ngược Okinawa đã đề cập ở trên | [ 60 ]    |
| 62                                                                                    | 39      | Nội các Satō lần 2 - Cải tổ lần 1 - Cải tổ lần 2                   | Satō Eisaku 佐藤 榮作 さとう えいさく (1901–1975)                              | 17 tháng 2 năm 1967 - 14 tháng 1 năm 1970 (1.063 ngày)                       | | - Chủ tịch Đảng Dân chủ Tự do - Ban hành Luật Cơ bản về Kiểm soát Ô nhiễm và thành lập Cục Môi trường - Hiệp ước cơ bản Nhật-Hàn - Thu hồi quần đảo Ogasawara và Okinawa từ Hoa Kỳ - "Giải tán sương mù đen" - "Giải tán Okinawa" - Từ chức cho Hanamichi vì sự đảo ngược Okinawa đã đề cập ở trên | [ 60 ]    |
| 63                                                                                    | 39      | Nội các Satō lần 3 - Cải tổ                                        | Satō Eisaku 佐藤 榮作 さとう えいさく (1901–1975)                              | 14 tháng 1 năm 1970 – 7 tháng 7 năm 1972 (906 ngày) (Tổng cộng 2.798 ngày)   | | - Chủ tịch Đảng Dân chủ Tự do - Ban hành Luật Cơ bản về Kiểm soát Ô nhiễm và thành lập Cục Môi trường - Hiệp ước cơ bản Nhật-Hàn - Thu hồi quần đảo Ogasawara và Okinawa từ Hoa Kỳ - "Giải tán sương mù đen" - "Giải tán Okinawa" - Từ chức cho Hanamichi vì sự đảo ngược Okinawa đã đề cập ở trên | [ 60 ]    |
| 64                                                                                    | 40      |                                                                    | Tanaka Kakuei 田中 角榮 たなか かくえい (1918–1993)                            | Nội các Tanaka Kakuei lần 1                                                  | 7 tháng 7 năm 1972 – 22 tháng 12 năm 1972 (169 ngày) | - Chủ tịch Đảng Dân chủ Tự do - Bình thường hóa quan hệ ngoại giao với Cộng hòa Nhân dân Trung Hoa và cắt đứt quan hệ ngoại giao với Trung Hoa Dân Quốc (Đài Loan) - "Giải tán Trung-Nhật" - Từ chức vì bê bối ngân quỹ phái Tanaka | [ 61 ]    |
| 65                                                                                    | 40      | Nội các Tanaka Kakuei lần 2 - Cải tổ lần 1 - Cải tổ lần 2          | Tanaka Kakuei 田中 角榮 たなか かくえい (1918–1993)                            | 22 tháng 12 năm 1972 - 9 tháng 12 năm 1974 (718 ngày) (Tổng cộng 886 ngày)   | | - Chủ tịch Đảng Dân chủ Tự do - Bình thường hóa quan hệ ngoại giao với Cộng hòa Nhân dân Trung Hoa và cắt đứt quan hệ ngoại giao với Trung Hoa Dân Quốc (Đài Loan) - "Giải tán Trung-Nhật" - Từ chức vì bê bối ngân quỹ phái Tanaka | [ 61 ]    |
| 66                                                                                    | 41      |                                                                    | Miki Takeo 三木 武夫 みき たけお (1907–1988)                                   | Nội các Miki - Cải tổ                                                        | 9 tháng 12 năm 1974 – 24 tháng 12 năm 1976 (747 ngày) | - Chủ tịch Đảng Dân chủ Tự do - Được bổ nhiệm bởi phán quyết của Shiina - "Tổng tuyển cử Lockheed" - Thất bại trong cuộc tổng tuyển cử và từ chức vì đối đầu với phe chính thống của Đảng | [ 62 ]    |
| 67                                                                                    | 42      |                                                                    | Fukuda Takeo 福田 赳夫 ふくだ たけお (1905–1995)                               | Nội các Fukuda Takeo - Cải tổ                                                | 24 tháng 12 năm 1976 – 7 tháng 12 năm 1978 (714 ngày) | - Chủ tịch Đảng Dân chủ Tự do - Hiệp ước hòa bình và hữu nghị Nhật-Trung - Từ chức sau khi thất bại trong cuộc bầu cử Chủ tịch Đảng | [ 63 ]    |
| 68                                                                                    | 43      |                                                                    | Ōhira Masayoshi 大平 正芳 おおひら まさよし (1910–1980)                        | Nội các Ōhira lần 1                                                          | 7 tháng 12 năm 1978 – 9 tháng 11 năm 1979 (338 ngày) | - Chủ tịch Đảng Dân chủ Tự do - Hội nghị thượng đỉnh Tōkyō (Hội nghị G7 lần thứ 5) - "Giải tán tăng thuế" - "Giải tán Happening" - Mất vì bệnh khi đang tại chức | [ 64 ]    |
| 69                                                                                    | 43      | Nội các Ōhira lần 2                                                | Ōhira Masayoshi 大平 正芳 おおひら まさよし (1910–1980)                        | 9 tháng 11 năm 1979 - 12 tháng 6 năm 1980 (217 ngày) (Tổng cộng 554 ngày)    | | - Chủ tịch Đảng Dân chủ Tự do - Hội nghị thượng đỉnh Tōkyō (Hội nghị G7 lần thứ 5) - "Giải tán tăng thuế" - "Giải tán Happening" - Mất vì bệnh khi đang tại chức | [ 64 ]    |
| -                                                                                     | -       |                                                                    | Itō Masayoshi 伊東 正義 いとう まさよし (1913–1994)                            | (Nội các Ōhira lần 2)                                                        | 12 tháng 6 năm 1980 – 17 tháng 7 năm 1980 | - Kiêm nhiệm tạm thời sau cái chết của Ōhira (Chánh Văn phòng Nội các) |           |
| 70                                                                                    | 44      |                                                                    | Suzuki Zenkō 鈴木 善幸 すずき ぜんこう (1911–2004)                             | Nội các Suzuki Zenkō - Cải tổ                                                | 17 tháng 7 năm 1980 – 27 tháng 11 năm 1982 (864 ngày) | - Chủ tịch Đảng Dân chủ Tự do - Hội nghị Thượng đỉnh Nhật-Mỹ - Giới thiệu hệ thống đại diện theo tỷ lệ cho các cuộc bầu cử thường xuyên của các thành viên của Tham Nghị viện - Đóng băng khuyến nghị của cơ quan nhân sự - Từ chức vì mâu thuẫn nội bộ | [ 65 ]    |
| 71                                                                                    | 45      |                                                                    | Nakasone Yasuhiro 中曽根 康弘 なかそね やすひろ (1918–2019)                    | Nội các Nakasone lần 1                                                       | 27 tháng 11 năm 1982 – 27 tháng 12 năm 1983 (396 ngày) | - Chủ tịch Đảng Dân chủ Tự do - Tuyên bố "Tàu sân bay không thể chìm của quần đảo Nhật Bản" - Từ bỏ ba nguyên tắc xuất khẩu vũ khí - Bắt đầu nghiên cứu hoạt động chung Nhật-Mỹ về bảo vệ tuyến giao thông hàng hải - Quyết định đề cương cải cách hành chính - "Giải tán phán quyết Tanaka" | -         |
| 72                                                                                    | 45      | Nội các Nakasone lần 2 - Cải tổ lần 1 - Cải tổ lần 2               | Nakasone Yasuhiro 中曽根 康弘 なかそね やすひろ (1918–2019)                    | 27 tháng 12 năm 1983 - 22 tháng 7 năm 1986 (939 ngày)                        | - Chủ tịch Đảng Dân chủ Tự do - Liên minh Đảng Dân chủ Tự do và Câu lạc bộ Tân Tự do - Hội nghị thượng đỉnh Tōkyō (Hội nghị G7 lần thứ 12) - Mối quan hệ với Tổng thống Reagan (Ron-Yasu) - Tổng thống Hàn Quốc Chun Doo-hwan lần đầu thăm Nhật Bản - Cơ quan Tổng hợp được thành lập - Tư nhân hóa các tập đoàn đại chúng Denden và độc quyền - Ra mắt Hội đồng giáo dục đặc biệt - "Giải tán giả chết"                                                                    | | -         |
| 73                                                                                    | 45      | Nội các Nakasone lần 3                                             | Nakasone Yasuhiro 中曽根 康弘 なかそね やすひろ (1918–2019)                    | 22 tháng 7 năm 1986 – 6 tháng 11 năm 1987 (473 ngày) (Tổng cộng 1.806 ngày)  | - Chủ tịch Đảng Dân chủ Tự do - Đường sắt Quốc gia Nhật Bản được chia tách và tư nhân hóa - Từ chức vì giới thiệu thuế bán hàng | | -         |
| 74                                                                                    | 46      |                                                                    | Takeshita Noboru 竹下 登 たけした のぼる (1924–2000)                           | Nội các Takeshita - Cải tổ                                                   | 6 tháng 11 năm 1987 – 3 tháng 6 năm 1989 (576 ngày) | - Chủ tịch Đảng Dân chủ Tự do - Nghi thức Quốc tang Thiên hoàng Chiêu Hòa - Giới thiệu thuế tiêu thụ 3% - Từ chức vì bê bối tuyển dụng Recruit | [ 68 ]    |
| Thời kỳ Bình Thành (Thượng hoàng Minh Nhân: 8 tháng 1 năm 1989–30 tháng 4 năm 2019)   |         |                                                                    |                                                                                |                                                                              | | |           |
| 75                                                                                    | 47      |                                                                    | Uno Sōsuke 宇野 宗佑 うの そうすけ (1922–1998)                                 | Nội các Uno                                                                  | 3 tháng 6 năm 1989 – 10 tháng 8 năm 1989 (68 ngày) | - Chủ tịch Đảng Dân chủ Tự do - Từ chức vì bê bối phụ nữ và xung đột nội bộ | [ 70 ]    |
| 76                                                                                    | 48      |                                                                    | Kaifu Toshiki 海部 俊樹 かいふ としき (1931–2022)                              | Nội các Kaifu lần 1                                                          | 10 tháng 8 năm 1989 – 28 tháng 2 năm 1990 (202 ngày) | - Chủ tịch Đảng Dân chủ Tự do - Lực lượng Phòng vệ được phái đến Vịnh Ba Tư - "Giải tán Xóa bỏ thuế tiêu thụ" - Lễ đăng quang của Thiên hoàng thứ 125 - Từ chức vì mâu thuẫn nội bộ Đảng | [ 71 ]    |
| 77                                                                                    | 48      | Nội các Kaifu lần 2 - Cải tổ                                       | Kaifu Toshiki 海部 俊樹 かいふ としき (1931–2022)                              | 28 tháng 2 năm 1990 – 5 tháng 11 năm 1991 (615 ngày) (Tổng cộng 817 ngày)    | | - Chủ tịch Đảng Dân chủ Tự do - Lực lượng Phòng vệ được phái đến Vịnh Ba Tư - "Giải tán Xóa bỏ thuế tiêu thụ" - Lễ đăng quang của Thiên hoàng thứ 125 - Từ chức vì mâu thuẫn nội bộ Đảng | [ 71 ]    |
| 78                                                                                    | 49      |                                                                    | Miyazawa Kiichi 宮澤 喜一 みやざわ きいち (1919–2007)                          | Nội các Miyazawa - Cải tổ                                                    | 5 tháng 11 năm 1991 – 9 tháng 8 năm 1993 (643 ngày) | - Chủ tịch Đảng Dân chủ Tự do - Hội nghị thượng đỉnh Tōkyō (Hội nghị G7 lần thứ 19) - Luật hợp tác PKO - Tuyên bố Kōno - Từ chức vì thất bại trong cuộc tổng tuyển cử | -         |
| 79                                                                                    | 50      |                                                                    | Hosokawa Morihiro 細川 護熙 ほそかわ もりひろ (sinh năm 1938)                  | Nội các Hosokawa                                                             | 9 tháng 8 năm 1993 – 28 tháng 4 năm 1994 (262 ngày) | - Đại diện Nhật Bản Tân Đảng - Liên minh Nhật Bản Tân Đảng, Đảng Tái sinh, Tân Đảng Sakigake, Đảng Xã hội Nhật Bản, Đảng Công minh, Đảng Xã hội Dân chủ, Liên minh Đảng Dân chủ Xã hội/Liên minh Cải cách Dân chủ - Thể chế 55 năm sụp đổ - Giới thiệu hệ thống đồng thời đại diện theo tỷ lệ khu vực bầu cử một ghế (bầu cử song song) - Từ chức do sự cố Tōkyō Sagawa Express | [ 75 ]    |
| 80                                                                                    | 51      |                                                                    | Hata Tsutomu 羽田 孜 はた つとむ (1935–2017)                                   | Nội các Hata                                                                 | 28 tháng 4 năm 1994 – 30 tháng 6 năm 1994 (63 ngày) | - Lãnh đạo Đảng Tái sinh - Liên minh Đảng Tái sinh, Tân Đảng Nhật Bản, Đảng Công Minh, Đảng Xã hội Dân chủ, Đảng Tự do, Đảng Cải cách, Đảng Cải cách Dân chủ - Từ chức do đàm phán kém với Đảng Xã hội | [ 76 ]    |
| 81                                                                                    | 52      |                                                                    | Murayama Tomiichi 村山 富市 むらやま とみいち (sinh năm 1924)                  | Nội các Murayama - Cải tổ                                                    | 30 tháng 6 năm 1994 – 11 tháng 1 năm 1996 (560 ngày) | - Chủ tịch Đảng Xã hội Nhật Bản - Liên minh Đảng Xã hội Nhật Bản, Đảng Dân chủ Tự do, Tân Đảng Sakigake - Các biện pháp chống lại trận động đất Kobe - Tuyên bố của Murayama về Lễ kỷ niệm 50 năm Chiến tranh - Ông bất ngờ tuyên bố từ chức và rút khỏi Nội các. | [ 77 ]    |
| 82                                                                                    | 53      |                                                                    | Hashimoto Ryūtarō 橋本 龍太郎 はしもと りゅうたろう (1937–2006)                | Nội các Hashimoto lần 1                                                      | 11 tháng 1 năm 1996 – 7 tháng 11 năm 1996 (301 ngày) | - Chủ tịch Đảng Dân chủ Tự do - Liên minh Đảng Dân chủ Tự do, Đảng Xã hội Nhật Bản (→Đảng Dân chủ Xã hội), Tân Đảng Sakigake - Một thỏa thuận bất ngờ đã đạt được với chính phủ Hoa Kỳ về việc trao trả Căn cứ không quân Thủy quân lục chiến Futenma. - "Giải tán các khu vực bầu cử một ghế" | [ 78 ]    |
| 83                                                                                    | 53      | Nội các Hashimoto lần 2 - Cải tổ                                   | Hashimoto Ryūtarō 橋本 龍太郎 はしもと りゅうたろう (1937–2006)                | 7 tháng 11 năm 1996 – 30 tháng 7 năm 1998 (630 ngày) (Tổng cộng 931 ngày)    | - Chủ tịch Đảng Dân chủ Tự do - Thuế tiêu dùng tăng lên 5% - Từ chức vì thất bại trong cuộc tuyển cử Tham Nghị viện | | [ 78 ]    |
| 84                                                                                    | 54      |                                                                    | Obuchi Keizō 小渕 恵三 おぶち けいぞう (1937–2000)                             | Nội các Obuchi - Cải tổ lần 1 - Cải tổ lần 2                                 | 30 tháng 7 năm 1998 – 5 tháng 4 năm 2000 (615 ngày) | - Chủ tịch Đảng Dân chủ Tự do - Riêng Đảng Dân chủ Tự do - → Liên minh Đảng Dân chủ Tự do và Đảng Tự do - → Liên minh Đảng Dân chủ Tự do, Đảng Tự do, Đảng Công minh - → Liên minh Đảng Dân chủ Tự do, Đảng Bảo thủ, Đảng Công minh - Tuyên bố chung Nhật Bản-Hàn Quốc - Từ chức vì nhồi máu não khi đang tại chức | [ 79 ]    |
| 85                                                                                    | 55      |                                                                    | Mori Yoshirō 森 喜朗 もり よしろう (sinh năm 1937)                             | Nội các Mori lần 1                                                           | 5 tháng 4 năm 2000 – 4 tháng 7 năm 2000 (90 ngày) | - Chủ tịch Đảng Dân chủ Tự do - Liên minh Đảng Dân chủ Tự do, Đảng Bảo thủ, và Đảng Công minh - Hội nghị thượng đỉnh Kyushu-Okinawa (Hội nghị G8 lần thứ 26) - Ứng phó với sự cố Ehime Maru - "Giải tán Vương quốc của Thiên Chúa" - Từ chức do đánh giá phê duyệt nội các giảm | [ 80 ]    |
| 86                                                                                    | 55      | Nội các Mori lần 2 - Cải tổ - Cải tổ                               | Mori Yoshirō 森 喜朗 もり よしろう (sinh năm 1937)                             | 4 tháng 7 năm 2000 – 26 tháng 4 năm 2001 (296 ngày) (Tổng cộng 386 ngày)     | | - Chủ tịch Đảng Dân chủ Tự do - Liên minh Đảng Dân chủ Tự do, Đảng Bảo thủ, và Đảng Công minh - Hội nghị thượng đỉnh Kyushu-Okinawa (Hội nghị G8 lần thứ 26) - Ứng phó với sự cố Ehime Maru - "Giải tán Vương quốc của Thiên Chúa" - Từ chức do đánh giá phê duyệt nội các giảm | [ 80 ]    |
| 87                                                                                    | 56      |                                                                    | Koizumi Junichirō 小泉 純一郎 こいずみ じゅんいちろう (sinh năm 1942)          | Nội các Koizumi lần 1 - Cải tổ lần 1 - Cải tổ lần 2                          | 26 tháng 4 năm 2001 – 19 tháng 11 năm 2003 (937 ngày) | - Chủ tịch Đảng Dân chủ Tự do - Liên minh Đảng Dân chủ Tự do, Đảng Bảo thủ, Đảng Công minh - → Liên minh Đảng Dân chủ Tự do, Đảng Mới Bảo thủ, Đảng Công Minh - Cải cách cơ cấu không tôn nghiêm - Đạo luật về các biện pháp đặc biệt chống khủng bố - Thủ tướng Nhật Bản lần đầu thăm Triều Tiên, Hội nghị thượng đỉnh Nhật-Triều - "Giải tán bản tuyên ngôn" | -         |
| 88                                                                                    | 56      | Nội các Koizumi lần 2 - Cải tổ                                     | Koizumi Junichirō 小泉 純一郎 こいずみ じゅんいちろう (sinh năm 1942)          | 19 tháng 11 năm 2003 – 21 tháng 9 năm 2005 (672 ngày)                        | - Chủ tịch Đảng Dân chủ Tự do - Liên minh Đảng Dân chủ Tự do, Đảng Bảo thủ mới, Đảng Công minh - → Liên minh Đảng Dân chủ Tự do, Đảng Công Minh (chính phủ liên minh LDK) - Điều động Lực lượng Phòng vệ tới Iraq - Tuyên bố của Koizumi về Lễ kỷ niệm 60 năm Chiến tranh - "Giải tán Dịch vụ Bưu chính, Nhà hát Koizumi" | | -         |
| 89                                                                                    | 56      | Nội các Koizumi lần 3 - Cải tổ                                     | Koizumi Junichirō 小泉 純一郎 こいずみ じゅんいちろう (sinh năm 1942)          | 21 tháng 9 năm 2005 – 26 tháng 9 năm 2006 (370 ngày) (Tổng cộng 1979 ngày)   | - Chủ tịch Đảng Dân chủ Tự do - Liên minh Đảng Dân chủ Tự do, Đảng Công minh (chính phủ liên minh LDK) - Tư nhân hóa dịch vụ bưu chính - Nghỉ hưu vào cuối nhiệm kỳ của Chủ tịch Đảng | | -         |
| 90                                                                                    | 57      |                                                                    | Abe Shinzō 安倍 晋三 あべ しんぞう (1954–2022)                                 | Nội các Abe lần 1 - Cải tổ                                                   | 26 tháng 9 năm 2006 – 26 tháng 9 năm 2007 (365 ngày) | - Chủ tịch Đảng Dân chủ Tự do - Liên minh Đảng Dân chủ Tự do, Đảng Công minh (chính phủ liên minh LDK) - Sửa đổi Luật cơ bản về giáo dục - Luật trưng cầu dân ý - Cơ quan Quốc phòng chuyển về Bộ Quốc phòng - Từ chức vì thất bại trong cuộc bầu cử Thượng viện và bệnh tật | [ 85 ]    |
| 91                                                                                    | 58      |                                                                    | Fukuda Yasuo 福田 康夫 ふくだ やすお (sinh năm 1936)                           | Nội các Fukuda Yasuo - Cải tổ                                                | 26 tháng 9 năm 2007 – 24 tháng 9 năm 2008 (364 ngày) | - Chủ tịch Đảng Dân chủ Tự do - Liên minh Đảng Dân chủ Tự do, Đảng Công minh (chính phủ liên minh LDK) - Hội nghị thượng đỉnh Toyako (Hội nghị G7 lần thứ 34) - Luật các biện pháp đặc biệt chống khủng bố mới - Từ chức do xếp hạng phê duyệt nội các chậm chạp | [ 86 ]    |
| 92                                                                                    | 59      |                                                                    | Asō Tarō 麻生 太郎 あそう たろう (sinh năm 1940)                               | Nội các Asō                                                                  | 24 tháng 9 năm 2008 – 16 tháng 9 năm 2009 (357 ngày) | - Chủ tịch Đảng Dân chủ Tự do - Liên minh Đảng Dân chủ Tự do, Đảng Công minh (chính phủ liên minh LDK) - Luật các biện pháp đặc biệt chống khủng bố mới được gia hạn - "Giải thể lựa chọn của chính phủ" - Từ chức vì thất bại trong cuộc tổng tuyển cử | [ 87 ]    |
| 93                                                                                    | 60      |                                                                    | Hatoyama Yukio 鳩山 由紀夫 はとやま ゆきお (sinh năm 1947)                     | Nội các Hatoyama Yukio                                                       | 16 tháng 9 năm 2009 – 8 tháng 6 năm 2010 (265 ngày) | - Đại diện Đảng Dân chủ - Đảng Dân chủ Nhật Bản (DPJ), Đảng Nhân dân Mới và Đảng Dân chủ Xã hội đã thành lập một liên minh. - →Đảng Dân chủ, Liên minh Đảng Nhân dân Mới (chính phủ Liên hợp Quốc Dân chủ) - Cam kết giảm 25% lượng khí thải nhà kính so với mức năm 1990 tại Đại Hội đồng Liên hợp quốc - Từ chức do đánh giá phê duyệt nội các giảm | [ 88 ]    |
| 94                                                                                    | 61      |                                                                    | Kan Naoto 菅 直人 かん なおと (sinh năm 1946)                                  | Nội các Kan - Cải tổ lần 1 - Cải tổ lần 2                                    | 8 tháng 6 năm 2010 – 2 tháng 9 năm 2011 (451 ngày) | - Đại diện Đảng Dân chủ - Liên minh DPJ và Đảng Nhân dân Mới (chính phủ Liên hợp Quốc Dân chủ) - Các biện pháp chống lại trận động đất lớn phía Đông Nhật Bản - Luật về các biện pháp đặc biệt về năng lượng tái tạo - Từ chức do ban hành ngân sách và các dự luật khác nhau là điều kiện để từ chức | [ 89 ]    |
| 95                                                                                    | 62      |                                                                    | Noda Yoshihiko 野田 佳彦 のだ よしひこ (sinh năm 1957)                         | Nội các Noda - Cải tổ lần 1 - Cải tổ lần 2 - Cải tổ lần 3                    | 2 tháng 9 năm 2011 – 26 tháng 12 năm 2012 (481 ngày) | - Đại diện Đảng Dân chủ - Liên minh DPJ và Đảng Nhân dân Mới (chính phủ Liên hợp Quốc Dân chủ) - Luật thuế tiêu thụ sửa đổi - "Giải tán sớm" - Từ chức vì thất bại trong cuộc tổng tuyển cử | [ 90 ]    |
| 96                                                                                    | (57)    |                                                                    | Abe Shinzō 安倍 晋三 あべ しんぞう (1954–2022)                                 | Nội các Abe lần 2 - Cải tổ                                                   | 26 tháng 12 năm 2012 – 24 tháng 12 năm 2014 (728 ngày) | - Chủ tịch Đảng Dân chủ Tự do - Liên minh Đảng Dân chủ Tự do, Đảng Công minh (chính phủ liên minh LDK) - Abenomics - Pháp luật về Hòa bình và An ninh - Đạo luật về Bảo vệ bí mật cụ thể - Hiệp định Đối tác xuyên Thái Bình Dương (TPP) - Tuyên bố của Abe nhân dịp kỷ niệm 70 năm ngày kết thúc chiến tranh - Cơ quan Thiết bị Quốc phòng được thành lập - Hội nghị thượng đỉnh Ise-Shima (Hội nghị G7 lần thứ 42) - Thuế tiêu dùng tăng lên 8% và 10% - Hội nghị thượng đỉnh Osaka (Hội nghị G20 lần thứ 14) - Lễ đăng quang của Thiên hoàng thứ 126 - Hiệp định thương mại Nhật-Mỹ - Các biện pháp coronavirus mới - "Giải tán Abenomics" - "Khủng hoảng quốc gia đột phá giải tán" - Nghỉ việc vì bệnh              | -         |
| 97                                                                                    | (57)    | Nội các Abe lần 3 - Cải tổ lần 1 - Cải tổ lần 2 - Cải tổ lần 3     | Abe Shinzō 安倍 晋三 あべ しんぞう (1954–2022)                                 | 24 tháng 12 năm 2014 – 1 tháng 11 năm 2017 (1043 ngày)                       | | - Chủ tịch Đảng Dân chủ Tự do - Liên minh Đảng Dân chủ Tự do, Đảng Công minh (chính phủ liên minh LDK) - Abenomics - Pháp luật về Hòa bình và An ninh - Đạo luật về Bảo vệ bí mật cụ thể - Hiệp định Đối tác xuyên Thái Bình Dương (TPP) - Tuyên bố của Abe nhân dịp kỷ niệm 70 năm ngày kết thúc chiến tranh - Cơ quan Thiết bị Quốc phòng được thành lập - Hội nghị thượng đỉnh Ise-Shima (Hội nghị G7 lần thứ 42) - Thuế tiêu dùng tăng lên 8% và 10% - Hội nghị thượng đỉnh Osaka (Hội nghị G20 lần thứ 14) - Lễ đăng quang của Thiên hoàng thứ 126 - Hiệp định thương mại Nhật-Mỹ - Các biện pháp coronavirus mới - "Giải tán Abenomics" - "Khủng hoảng quốc gia đột phá giải tán" - Nghỉ việc vì bệnh              | -         |
| 98                                                                                    | (57)    | Nội các Abe lần 4 - Cải tổ lần 1 - Cải tổ lần 2                    | Abe Shinzō 安倍 晋三 あべ しんぞう (1954–2022)                                 | 1 tháng 11 năm 2017 – 16 tháng 9 năm 2020 (1050 ngày) (Tổng cộng 2821 ngày)  | | - Chủ tịch Đảng Dân chủ Tự do - Liên minh Đảng Dân chủ Tự do, Đảng Công minh (chính phủ liên minh LDK) - Abenomics - Pháp luật về Hòa bình và An ninh - Đạo luật về Bảo vệ bí mật cụ thể - Hiệp định Đối tác xuyên Thái Bình Dương (TPP) - Tuyên bố của Abe nhân dịp kỷ niệm 70 năm ngày kết thúc chiến tranh - Cơ quan Thiết bị Quốc phòng được thành lập - Hội nghị thượng đỉnh Ise-Shima (Hội nghị G7 lần thứ 42) - Thuế tiêu dùng tăng lên 8% và 10% - Hội nghị thượng đỉnh Osaka (Hội nghị G20 lần thứ 14) - Lễ đăng quang của Thiên hoàng thứ 126 - Hiệp định thương mại Nhật-Mỹ - Các biện pháp coronavirus mới - "Giải tán Abenomics" - "Khủng hoảng quốc gia đột phá giải tán" - Nghỉ việc vì bệnh              | -         |
| Thời kỳ Lệnh Hòa (Thiên hoàng Naruhito: 1 tháng 5 năm 2019 – )                        |         |                                                                    |                                                                                |                                                                              | | |           |
| 99                                                                                    | 63      |                                                                    | Suga Yoshihide 菅 義偉 すが よしひで (sinh năm 1948)                           | Nội các Suga                                                                 | 16 tháng 9 năm 2020 – 4 tháng 10 năm 2021 (383 ngày) | - Chủ tịch Đảng Dân chủ Tự do - Liên minh Đảng Dân chủ Tự do, Đảng Công minh (chính phủ liên minh LDK) - Các biện pháp coronavirus mới - Giảm hóa đơn điện thoại di động - Bảo hiểm điều trị hiếm muộn - Luật trưng cầu dân ý sửa đổi - Thế vận hội Olympic và Paralympic Tōkyō được tổ chức - Cơ quan Kỹ thuật số được thành lập - Nghỉ hưu vào cuối nhiệm kỳ của Chủ tịch Đảng | -         |
| 100                                                                                   | 64      |                                                                    | Kishida Fumio 岸田 文雄 きしだ ふみお (sinh năm 1957)                          | Nội các Kishida lần 1                                                        | 4 tháng 10 năm 2021 – 10 tháng 11 năm 2021 (37 ngày) | - Chủ tịch Đảng Dân chủ Tự do - Liên minh Đảng Dân chủ Tự do, Đảng Công minh (chính phủ liên minh LDK) - "Cuộc bầu cử lựa chọn tương lai" - Các biện pháp coronavirus mới - Ứng phó với tình hình ở Ukraine - Luật an ninh kinh tế - Đề xuất tăng khoảng 2% chi tiêu quốc phòng theo tỷ lệ phần trăm GDP - Vụ ám sát Abe Shinzō, Quốc tang cố Thủ tướng Abe Shinzō - Sửa đổi Chiến lược An ninh Quốc gia - Hội nghị thượng đỉnh Nhật-Hàn - Chuyến thăm chớp nhoáng tới Ukraina/Hội nghị thượng đỉnh Nhật Bản-Ukraina - Cơ quan Trẻ em và Gia đình được thành lập - Vụ tấn công Kishida Fumio - Hội nghị thượng đỉnh Hiroshima (Hội nghị G7 lần thứ 49) - Các biện pháp chống lại trận động đất và sóng thần Bán đảo Noto |           |
| 101                                                                                   | 64      | Nội các Kishida lần 2 - Cải tổ lần 1 - Cải tổ lần 2                | Kishida Fumio 岸田 文雄 きしだ ふみお (sinh năm 1957)                          | 10 tháng 11 năm 2021 – 1 tháng 10 năm 2024 (1057 ngày) (Tổng cộng 1094 ngày) | | - Chủ tịch Đảng Dân chủ Tự do - Liên minh Đảng Dân chủ Tự do, Đảng Công minh (chính phủ liên minh LDK) - "Cuộc bầu cử lựa chọn tương lai" - Các biện pháp coronavirus mới - Ứng phó với tình hình ở Ukraine - Luật an ninh kinh tế - Đề xuất tăng khoảng 2% chi tiêu quốc phòng theo tỷ lệ phần trăm GDP - Vụ ám sát Abe Shinzō, Quốc tang cố Thủ tướng Abe Shinzō - Sửa đổi Chiến lược An ninh Quốc gia - Hội nghị thượng đỉnh Nhật-Hàn - Chuyến thăm chớp nhoáng tới Ukraina/Hội nghị thượng đỉnh Nhật Bản-Ukraina - Cơ quan Trẻ em và Gia đình được thành lập - Vụ tấn công Kishida Fumio - Hội nghị thượng đỉnh Hiroshima (Hội nghị G7 lần thứ 49) - Các biện pháp chống lại trận động đất và sóng thần Bán đảo Noto |           |
| 102                                                                                   | 65      |                                                                    | Ishiba Shigeru 石破 茂 いしば しげる (sinh năm 1957)                           | Nội các Ishiba lần 1                                                         | 1 tháng 10 năm 2024 – 11 tháng 11 năm 2024 (41 ngày) | - Chủ tịch Đảng Dân chủ Tự do - Liên minh Đảng Dân chủ Tự do, Đảng Công minh (chính phủ liên minh LDK) - "Nhật Bản sáng tạo giải tán" |           |
| 103                                                                                   | 65      | Nội các Ishiba lần 2                                               | Ishiba Shigeru 石破 茂 いしば しげる (sinh năm 1957)                           | 11 tháng 11 năm 2024 – đương nhiệm (231 ngày) (Tổng cộng 272 ngày)           | - Chủ tịch Đảng Dân chủ Tự do - Liên minh Đảng Dân chủ Tự do, Đảng Công minh (chính phủ liên minh LDK) | |           |

### Các Thủ tướng lâm thời[95]
| Đời | Quyền Nội các Tổng lý Đại thần                                 | Nội các                         | Nhiệm kỳ                                    | Chú thích |
| --- | -------------------------------------------------------------- | ------------------------------- | ------------------------------------------- | --- |
| -   | Saionji Kinmochi 西園寺 公望 さいおんじ きんもち (1849–1940)   | (Nội các Itō lần 4)             | 27 tháng 11 năm 1900 - 12 tháng 12 năm 1900 | Saionji tạm quyền do Itō Hirobumi phải đi trị bệnh. |
| -   | Shidehara Kijūrō 幣原 喜重郎 しではら きじゅうろう (1872–1951) | (Nội các Hamaguchi)             | 14 tháng 11 năm 1930 - 10 tháng 3 năm 1931  | Trong thời gian Hamaguchi Osachi điều trị thương tật do bị ám sát, Shidehara người giữ chức vụ Nội các Tổng lý Đại thần lâm thời, làm Thủ tướng tạm thời cho Thủ tướng Hamaguchi. Vào thời điểm đó, nhiệm kỳ tạm thời này là 116 ngày là kỷ lục dài nhất. |
| -   | Gotō Fumio 後藤 文夫 ごとう ふみお (1884–1980)                 | (Nội các Okada)                 | 26 tháng 2 năm 1936 – 29 tháng 2 năm 1936   | Gotō tạm quyền Thủ tướng thay cho Okada Keisuke trong 3 ngày do Okada phải ẩn trốn những âm mưu ám sát sau sự kiện 26 tháng 2, vì thời gian quá ngắn nên không được tính và gộp chung vào nhiệm kỳ của Okada.                                             |
| -   | Kishi Nobusuke 岸 信介 きし のぶすけ (1896–1987)               | (Nội các Ishibashi)             | 31 tháng 1 năm 1957 - 25 tháng 2 năm 1957   | Kishi thay Ishibashi Tanzan không thể làm việc do bị nhồi máu não. |
| -   | Itō Masayoshi 伊東 正義 いとう まさよし (1913–1994)            | (Nội các Ōhira lần 2)           | 12 tháng 6 năm 1980 – 17 tháng 7 năm 1980   | Kiêm nhiệm tạm thời sau cái chết đột ngột của Ōhira Masayoshi. |
| -   | Aoki Mikio 青木 幹雄 あおき みきお (1934–2023)                 | (Nội các Obuchi - Cải tổ lần 2) | 3 tháng 4 năm 2000 – 5 tháng 4 năm 2000     | Aoki kiêm nhiệm trong 2 ngày thay cho Obuchi Keizō kể từ khi Obuchi bắt đầu phát bệnh tai biến không lâu sau thì mất. Do nhiệm kỳ lồng vào nhau nên ông chỉ được xem như vai trò cố vấn.                                                                  |
| -   | Matsuno Hirokazu 松野 博一 まつの ひろかず (1962-)             | (Nội các Kishida lần 2)         | 11 tháng 2 năm 2023                         | Matsuno đã tạm quyền điều hành trong một ngày do Kishida Fumio phải trải qua cuộc phẫu thuật vì bệnh viêm xoang mãn tính cần gây mê toàn thân. |

## Danh sách theo độ dài nhiệm kỳ
| Thứ hạng | Thủ tướng            | Tổng số ngày | Nhiệm kỳ | Thời kỳ               |
| -------- | -------------------- | ------------ | --- | --------------------- |
| 1        | Abe Shinzō           | 3188         | 26 tháng 9 năm 2006 – 26 tháng 9 năm 2007 26 tháng 12 năm 2012 – 16 tháng 9 năm 2020                                                                                     | Bình Thành, Lệnh Hòa  |
| 2        | Katsura Tarō         | 2886         | 2 tháng 6 năm 1901 – 7 tháng 1 năm 1906 14 tháng 7 năm 1908 – 30 tháng 8 năm 1911 21 tháng 12 năm 1912 – 20 tháng 2 năm 1913                                             | Minh Trị, Đại Chính   |
| 3        | Satō Eisaku          | 2798         | 9 tháng 11 năm 1964 – 7 tháng 7 năm 1972 | Chiêu Hòa             |
| 4        | Itō Hirobumi         | 2720         | 22 tháng 12 năm 1885 – 30 tháng 4 năm 1888 8 tháng 8 năm 1892 – 31 tháng 8 năm 1896 12 tháng 1 năm 1898 – 30 tháng 6 năm 1898 19 tháng 10 năm 1900 – 10 tháng 5 năm 1901 | Minh Trị              |
| 5        | Yoshida Shigeru      | 2616         | 22 tháng 5 năm 1946 – 24 tháng 5 năm 1947 15 tháng 10 năm 1948 – 10 tháng 12 năm 1954                                                                                    | Chiêu Hòa             |
| 6        | Koizumi Junichirō    | 1980         | 26 tháng 4 năm 2001 – 26 tháng 9 năm 2006 | Bình Thành            |
| 7        | Nakasone Yasuhiro    | 1806         | 27 tháng 11 năm 1982 – 6 tháng 11 năm 1987 | Chiêu Hòa             |
| 8        | Ikeda Hayato         | 1575         | 19 tháng 7 năm 1960 – 9 tháng 11 năm 1964 | Chiêu Hòa             |
| 9        | Saionji Kinmochi     | 1400         | 7 tháng 1 năm 1906 – 14 tháng 7 năm 1908 30 tháng 8 năm 1911 – 21 tháng 12 năm 1912                                                                                      | Minh Trị, Đại Chính   |
| 10       | Kishi Nobusuke       | 1241         | 31 tháng 1 năm 1957 – 19 tháng 7 năm 1960 | Chiêu Hòa             |
| 11       | Yamagata Aritomo     | 1210         | 24 tháng 12 năm 1889 – 6 tháng 5 năm 1891 8 tháng 11 năm 1898 – 19 tháng 10 năm 1900                                                                                     | Minh Trị              |
| 12       | Hara Takashi         | 1133         | 29 tháng 9 năm 1918 – 4 tháng 11 năm 1921 | Đại Chính             |
| 13       | Kishida Fumio        | 1094         | 4 tháng 10 năm 2021 – 1 tháng 10 năm 2024 | Lệnh Hòa              |
| 14       | Ōkuma Shigenobu      | 1040         | 30 tháng 6 năm 1898 – 8 tháng 11 năm 1898 16 tháng 4 năm 1914 – 9 tháng 10 năm 1916                                                                                      | Minh Trị, Đại Chính   |
| 15       | Konoe Fumimaro       | 1035         | 4 tháng 6 năm 1937 – 5 tháng 1 năm 1939 22 tháng 7 năm 1940 – 18 tháng 10 năm 1941                                                                                       | Chiêu Hòa             |
| 16       | Tōjō Hideki          | 1009         | 18 tháng 10 năm 1941 – 22 tháng 7 năm 1944 | Chiêu Hòa             |
| 17       | Matsukata Masayoshi  | 943          | 6 tháng 5 năm 1891 – 8 tháng 8 năm 1892 18 tháng 9 năm 1896 – 12 tháng 1 năm 1898                                                                                        | Minh Trị              |
| 18       | Hashimoto Ryūtarō    | 932          | 11 tháng 1 năm 1996 – 30 tháng 7 năm 1998 | Bình Thành            |
| 19       | Tanaka Kakuei        | 886          | 7 tháng 7 năm 1972 – 9 tháng 12 năm 1974 | Chiêu Hòa             |
| 20       | Suzuki Zenkō         | 864          | 17 tháng 7 năm 1980 – 27 tháng 11 năm 1982 | Chiêu Hòa             |
| 21       | Kaifu Toshiki        | 818          | 10 tháng 8 năm 1989 – 5 tháng 11 năm 1991 | Bình Thành            |
| 22       | Tanaka Giichi        | 805          | 20 tháng 4 năm 1927 – 2 tháng 7 năm 1929 | Chiêu Hòa             |
| 23       | Saitō Makoto         | 774          | 26 tháng 5 năm 1932 – 8 tháng 7 năm 1934 | Chiêu Hòa             |
| 24       | Miki Takeo           | 747          | 9 tháng 12 năm 1974 – 24 tháng 12 năm 1976 | Chiêu Hòa             |
| 25       | Hatoyama Ichirō      | 745          | 10 tháng 12 năm 1954 – 23 tháng 12 năm 1956 | Chiêu Hòa             |
| 26       | Terauchi Masatake    | 721          | 9 tháng 10 năm 1916 – 29 tháng 9 năm 1918 | Đại Chính             |
| 27       | Fukuda Takeo         | 714          | 24 tháng 12 năm 1976 – 7 tháng 12 năm 1978 | Chiêu Hòa             |
| 28       | Wakatsuki Reijirō    | 690          | 30 tháng 1 năm 1926 – 20 tháng 4 năm 1927 14 tháng 4 năm 1931 – 13 tháng 12 năm 1931                                                                                     | Đại Chính, Chiêu Hòa  |
| 29       | Hamaguchi Osachi     | 652          | 2 tháng 7 năm 1929 – 14 tháng 4 năm 1931 | Chiêu Hòa             |
| 30       | Miyazawa Kiichi      | 644          | 5 tháng 11 năm 1991 – 9 tháng 8 năm 1993 | Bình Thành            |
| 31       | Obuchi Keizō         | 616          | 30 tháng 7 năm 1998 – 5 tháng 4 năm 2000 | Bình Thành            |
| 32       | Okada Keisuke        | 611          | 8 tháng 7 năm 1934 – 9 tháng 3 năm 1936 | Chiêu Hòa             |
| 33       | Katō Takaaki         | 597          | 11 tháng 6 năm 1924 – 28 tháng 1 năm 1926 | Đại Chính             |
| 34       | Takeshita Noboru     | 576          | 6 tháng 11 năm 1987 – 3 tháng 6 năm 1989 | Chiêu Hòa, Bình Thành |
| 35       | Murayama Tomiichi    | 561          | 30 tháng 6 năm 1994 – 11 tháng 1 năm 1996 | Bình Thành            |
| 36       | Ōhira Masayoshi      | 554          | 7 tháng 12 năm 1978 – 12 tháng 6 năm 1980 | Chiêu Hòa             |
| 37       | Yamamoto Gonbee      | 549          | 20 tháng 2 năm 1913 – 16 tháng 4 năm 1914 2 tháng 9 năm 1923 – 7 tháng 1 năm 1924                                                                                        | Đại Chính             |
| 38       | Kuroda Kiyotaka      | 544          | 8 tháng 8 năm 1892 – 31 tháng 8 năm 1896 | Minh Trị              |
| 39       | Noda Yoshihiko       | 482          | 2 tháng 9 năm 2011 – 26 tháng 12 năm 2012 | Bình Thành            |
| 40       | Kan Naoto            | 452          | 8 tháng 6 năm 2010 – 2 tháng 9 năm 2011 | Bình Thành            |
| 41       | Katō Tomosaburō      | 439          | 12 tháng 6 năm 1922 – 24 tháng 8 năm 1923 | Đại Chính             |
| 42       | Mori Yoshirō         | 387          | 5 tháng 4 năm 2000 – 26 tháng 4 năm 2001 | Bình Thành            |
| 43       | Suga Yoshihide       | 384          | 16 tháng 9 năm 2020 – 4 tháng 10 năm 2021 | Lệnh Hòa              |
| 44       | Fukuda Yasuo         | 365          | 26 tháng 9 năm 2007 – 24 tháng 9 năm 2008 | Bình Thành            |
| 45       | Asō Tarō             | 358          | 24 tháng 9 năm 2008 – 16 tháng 9 năm 2009 | Bình Thành            |
| 46       | Hirota Kōki          | 331          | 9 tháng 3 năm 1936 – 2 tháng 2 năm 1937 | Chiêu Hòa             |
| 47       | Katayama Tetsu       | 292          | 24 tháng 5 năm 1947 – 10 tháng 3 năm 1948 | Chiêu Hòa             |
| 48       | Ishiba Shigeru       | 272          | 1 tháng 10 năm 2024 – đương nhiệm | Lệnh Hòa              |
| 49       | Hatoyama Yukio       | 266          | 16 tháng 9 năm 2009 – 8 tháng 6 năm 2010 | Bình Thành            |
| 50       | Hosokawa Morihiro    | 263          | 9 tháng 8 năm 1993 – 28 tháng 4 năm 1994 | Bình Thành            |
| 51       | Koiso Kuniaki        | 260          | 22 tháng 7 năm 1944 – 7 tháng 4 năm 1945 | Chiêu Hòa             |
| 52       | Hiranuma Kiichirō    | 238          | 5 tháng 1 năm 1939 – 30 tháng 8 năm 1939 | Chiêu Hòa             |
| 53       | Shidehara Kijūrō     | 226          | 9 tháng 10 năm 1945 – 22 tháng 5 năm 1946 | Chiêu Hòa             |
| 54       | Ashida Hitoshi       | 220          | 10 tháng 3 năm 1948 – 15 tháng 10 năm 1948 | Chiêu Hòa             |
| 55       | Takahashi Korekiyo   | 212          | 13 tháng 11 năm 1921 – 12 tháng 6 năm 1922 | Chiêu Hòa             |
| 56       | Yonai Mitsumasa      | 189          | 16 tháng 1 năm 1940 – 22 tháng 7 năm 1940 | Chiêu Hòa             |
| 57       | Kiyoura Keigo        | 157          | 7 tháng 1 năm 1924 – 11 tháng 6 năm 1924 | Đại Chính             |
| 58       | Inukai Tsuyoshi      | 156          | 13 tháng 12 năm 1931 – 15 tháng 5 năm 1932 | Chiêu Hòa             |
| 59       | Abe Nobuyuki         | 140          | 30 tháng 8 năm 1939 – 16 tháng 1 năm 1940 | Chiêu Hòa             |
| 60       | Suzuki Kantarō       | 133          | 7 tháng 4 năm 1945 – 17 tháng 8 năm 1945 | Chiêu Hòa             |
| 61       | Hayashi Senjūrō      | 123          | 2 tháng 2 năm 1937 – 4 tháng 6 năm 1937 | Chiêu Hòa             |
| 62       | Uno Sōsuke           | 69           | 3 tháng 6 năm 1989 – 10 tháng 8 năm 1989 | Bình Thành            |
| 63       | Ishibashi Tanzan     | 65           | 23 tháng 12 năm 1956 – 31 tháng 1 năm 1957 | Chiêu Hòa             |
| 64       | Hata Tsutomu         | 64           | 28 tháng 4 năm 1994 – 30 tháng 6 năm 1994 | Bình Thành            |
| 65       | Higashikuni Naruhiko | 54           | 17 tháng 8 năm 1945 – 9 tháng 10 năm 1945 | Chiêu Hòa             |